# Modernologie
Modernologie és una obra d'art feta per Florian Pumhösl el 2007 i que actualment forma part de la col·lecció permanent del MACBA. Es tracta d'una escultura tridimensional que va ser adquirida amb el suport dels participants de “SORTIR DEL MACBA”.

## Descripció

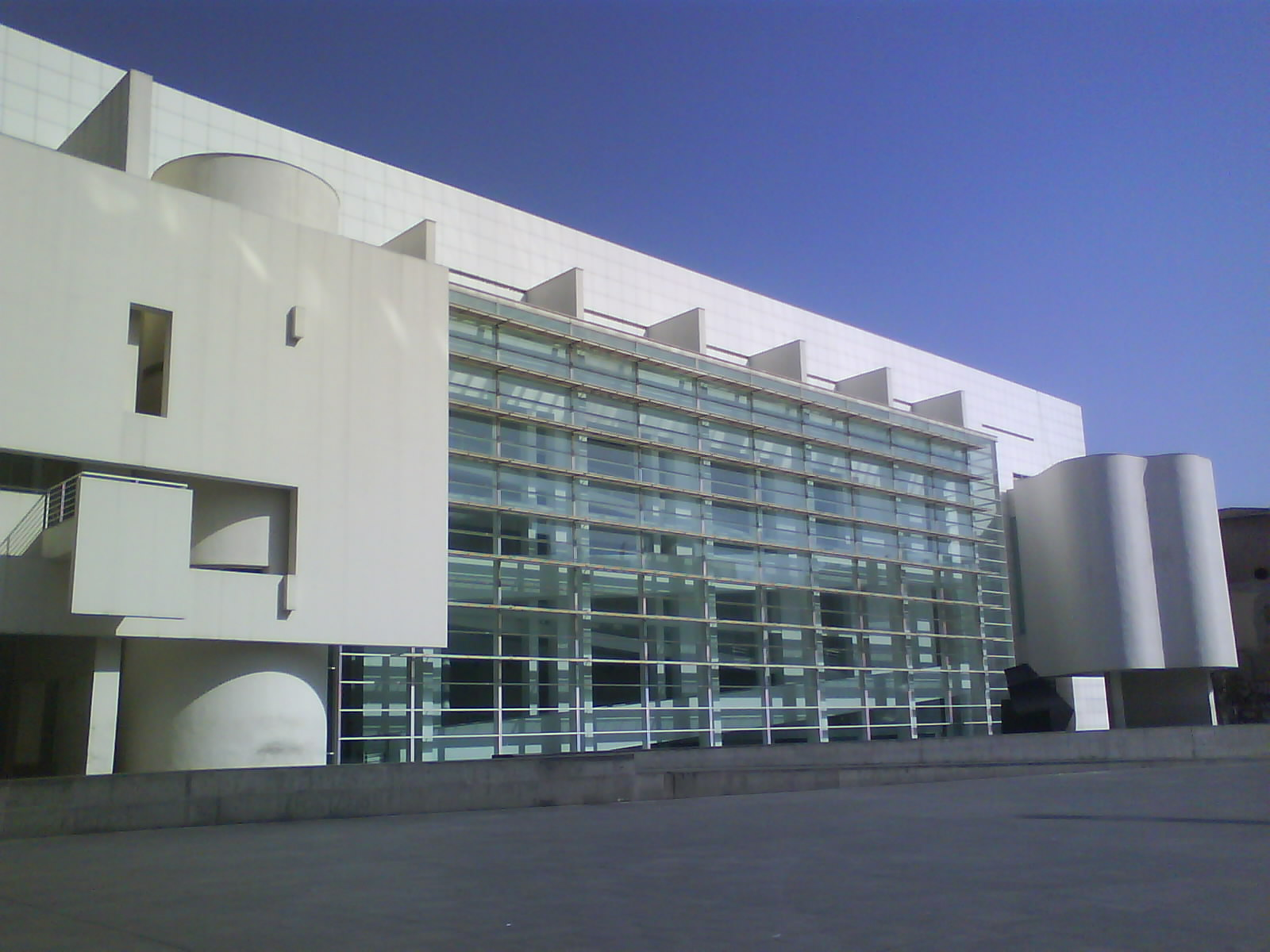
El Museu d'Art Contemporani de Barcelona, on es conserva l'obra

Modernologie (Triangular Atelier) sintetitza els diversos interessos d'aquest artista vienès. La instal·lació consisteix en una instal·lació de panells folrats de tela negra que es desplega en l'espai en forma de triangle i en què l'artista hi penja vuit pintures fetes sobre vidre. Modernologie al·ludeix a un projecte del mateix nom de l'arquitecte japonès Kon Wajirō (1888-1973); alhora, l'estructura de l'espai remet a l'obra Triangular Atelier (1926) de l'artista i dissenyador Murayama Tomoyoshi (1901-1977), –una de les figures capdavanteres de l'avantguarda al Japó– i a les parets negres de l'exposició Der Sturm de Tòquio (1914).

## Anàlisi
Les pintures presenten una varietat de formes geomètriques mínimes que exploren el llenguatge formal que va inaugurar la modernitat artística. El vehicle escollit (el vidre pintat) evoca les pintures sobre vidre (o “fotografia sense càmera”) de l'artista alemany Walter Dexel (1890-1973), vinculat a la Bauhaus. També recorda la pintura i el cinema de Hans Richter (1888-1976) i l'abstracció geomètrica històrica d'artistes com Mondrian, Malèvitx i Ródtxenko. En les seves formes i en la seva tècnica, Pumhösl connecta pintura, fotografia i cinema amb el moviment holandès De Stijl, el constructivisme rus i la Bauhaus alemanya.
Pumhösl pertany al grup d'artistes que des dels anys vuitanta ha revisat el llegat artístic modern. L'artista vienès, en concret, recupera autors i treballs històrics en un complex sistema de referències que cal descodificar.